# غاري كيتشن
غاري كيتشن (بالإنجليزية: Garry Kitchen)‏ هو مبرمج ومهندس أمريكي، ولد في 1958 في واشنطن العاصمة في الولايات المتحدة.

## وصلات خارجية
- غاري كيتشن على موقع إن إن دي بي (الإنجليزية)